# Chlorestes julie
Il colibrì panciaviola o colibrì ventreviola (Chlorestes julie (Bourcier, 1843)) è un  uccello della famiglia dei Trochilidi.

## Descrizione
Gli esemplari di colibrì panciaviola presentano il tipico piumaggio iridescente dai colori metallici dei colibrì e come molti di questi mostra un certo grado di dimorfismo sessuale.
I maschi adulti presentano, infatti, la parte superiore del corpo verde metallizzata, la groppa di un verde bronzeo e la gola e lati inferiori della testa di colore metallizzato verde brillante. Il petto e i fianchi sono invece di un colore blu violaceo metallico; il ventre e le penne copritrici del sottocoda sono di colore nero opaco, con riflessi verde-blu o verde opaco. Le ali sono scure, con riflessi viola e le remiganti della coda di colore blu-nero; i ciuffi tibiali sono bianchi e i lati della pancia ad essi adiacenti in parte bianchi.
Le femmine hanno invece le parti superiori del corpo di colore verde-bronzo metallizzato, con la parte posteriore e le penne copritrici superiori della coda più bronzee. Le Parti inferiori del corpo sono grigio chiare, il petto è più bianco e in alcuni individui, specialmente in quelli appartenenti alla sottospecie panamense C. j. panamensis, i lati della gola sono macchiati di verde metallico.Le penne copritrici del sottocoda sono di color grigio marroni opaco. Le ali, così come nei maschi, sono scure con riflessi violacei mentre le remiganti vanno dal blu-nero al verde-bluastro opaco, con le due più esterne che hanno la punta grigia pallida. Gli individui immaturi hanno una colorazione simile a quella delle femmine, sennonché alcuni presentano la parte centrale del collo macchiata di un colore verde-bluastro brillante.

## Biologia

### Voce
I maschi di questa specie durante il periodo di riproduzione ammettono una serie di fischi dal suono simile a vieiei veii veii veii; mentre il richiamo di allarme è un fischio simile a see see zeek.

### Alimentazione
Il colibrì panciaviola come la quasi totalità dei colibrì ha una dieta prevalentemente nettarivora, nonostante non disdegnino anche piccoli artropodi. Questa specie di solito si nutre al livello del terreno anche se può ascendere la volta della foresta per nutrisi dagli alberi più alti. Esemplari di questa specie sono stati avvistati mentre si cibavano da alberi e arbusti da fiore di specie appartenenti alle Rubiaceae, Ericaceae, Gesneriaceae e Fabaceae.

### Riproduzione
Le abitudini riproduttive del colibrì panciaviola non sono molto conosciute, tuttavia si presume che questi colibrì siano poligami. I maschi durante la stagione riproduttiva producono versi per attirare le possibili compagne, posati su piante con un'altezza che può variare dal metro ai 10 metri. Il periodo di nidificazione non è ancora stato ben definito, ma alcuni nidi contenenti uova sono stati registrati a Panama nel mese di Gennaio e in Colombia nel mese di novembre, mentre 4 nidi con piccoli sono stati registrati a metà luglio sempre a Panama.
I nidi sono fissati alla parte superiore di foglie della parte basse della foresta ad una altezza di 1,2-1,45 metri e come in tutti i colibrì, consistono in una piccola coppa creata intrecciando muschi, licheni, piume e filamenti vegetali, assicurati con fili di ragnatela raccolti nella foresta. La femmina depone due uova di 13 per 8 millimetri di grandezza, di colore bianco e senza macchie, che cova da sola per circa 15 giorni. Dalla schiusa i pulcini rimangono nel nido per altri 20 giorni circa.

## Distribuzione e habitat

Mappa can la distribuzione di Juliamyia julie evidenziata in verde

Il colibrì panciaviola si ritrova dal Panama centrale sino alla Colombia settentrionale, nell'Ecuador occidentale e nell'estremo nord del Perù; abita i sottoboschi di foreste tropicale umide e decidue, nella loro parte marginale, e di foreste secondarie. Questa specie si ritrova ad un'altitudine che può variare dal livello del mare sino ai 1700 metri a seconda delle regioni.
Questa specie è considerata stanziale anche se in alcune regioni può compiere spostamenti stagionali; come sembrerebbe avvenire nelle costa pacifica panamense dove sembrerebbe assente durante la stagione secca.

## Tassonomia
Precedentemente la specie era classificata con il nome generico di Damophila (Reichenbach, 1854), ma essendo questo già attribuito a un Genere di lepidotteri (Damophila Curtis, 1832) è stato poi convertito in Juliamya. Attualmente, viene classificata nel genere Chlorestes..
La specie Chlorestes julie comprende le seguenti sottospecie:
- Chlorestes julie panamensis (von Berlepsch, 1884) - sottospecie diffusa nel Panama centrale.
- Chlorestes julie julie (Bourcier, 1843) - sottospecie nominale diffusa nella Colombia settentrionale.
- Chlorestes julie feliciana (Lesson, 1844) - sottospecie diffusa dal sud-ovest della Colombia sino all'Ecuador occidentale e nel nord-ovest del Perù.